# Alberto Casiraghi

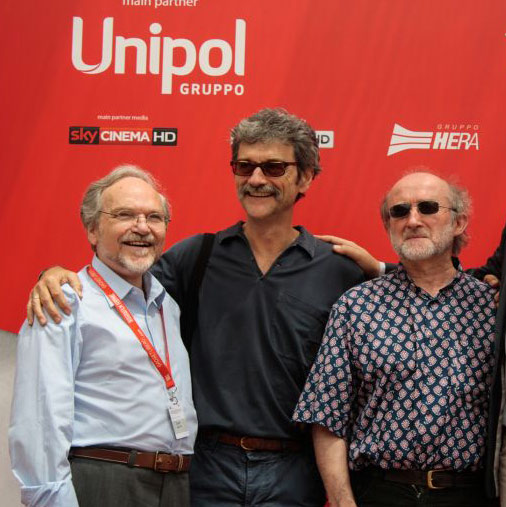
Alberto Casiraghi (a destra nella foto) con Josef Weiss e Silvio Soldini nel 2016

Alberto Casiraghi noto anche come Casiraghy (Osnago, 1952) è un editore, aforista e illustratore italiano.

## Biografia
Autore di raccolte di racconti, poesie e aforismi, ha fondato nel 1982 la casa editrice Pulcinoelefante. 
Nel 1992 Casiraghi conosce la poetessa Alda Merini con la quale negli anni successivi stampa più di mille libretti con i torchi a mano del Pulcinoelefante, molti dei quali da lui stesso illustrati.
Merini a parte, non c'è giorno che Alberto Casiraghi non stampi uno dei suoi libretti in pochi esemplari, ognuno diverso dagli altri, familiarmente chiamati "pulcini", una eccezionale prolificità quotidiana, la sua, che il collega editore Vanni Scheiwiller ha voluto così commentare: «Un bel matto di editore il "Pulcinoelefante". Da invidiare con simpatia perché in fondo, sono parole sue, è il panettiere degli editori: l'unico che stampi in giornata».
Come scrittore è noto soprattutto come autore di aforismi, pubblicati in gran parte dalla sua stessa casa editrice.
Nel 2009 la provincia di Milano gli ha dedicato un documentario. È uno dei due protagonisti del film documentario di Silvio Soldini uscito nel 2016 Il fiume ha sempre ragione.

## Opere principali
L'elenco non comprende le opere pubblicate con Pulcinoelefante
- Aforismi sulla saggezza della morte, Milano, Shakespeare and Kafka, 1992
- Pericoli indispensabili: sogni e racconti da immaginare, disegni di Max Marra, Salvatore Carbone, Pino Rosa, Milano, La vita felice, 1994
- Distrazioni e giraffe: aforismi e riflessioni sul tempo che corre, disegni di Igor Ravel incisi su legno di pero da Adriano Porazzi, Cernusco Lombardone, Hestia, 1996
- Aforismi per bambine inquiete, disegni di Igor Ravel, Milano, La vita felice, 1997
- Dove e nato il pulcino: aforismi per bambini amanti della libertà, Milano, La vita felice, 1997
- Meditazioni dell'occhio sinistro: tre poesie di Alberto Casiraghi, una incisione di Luciano Ragozzino, Scandicci, F. Mugnaini, 1997
- Novantottesima Avenue, disegni di Alberto Rebori, Milano, La vita felice, 1998
- Storie di piccoli fiumi segreti: aforismi, postfazione prefattiva di Ambrogio Borsani, Milano, La vita felice, 2000
- Disegni per il rosso, disegni e aforismi di Alberto Casiraghy; testi di Alda Merini e Roberto Borghi, Milano, Galleria l'Affiche, 2001
- Dove volano gli occhi: domande per giovani filosofi, Milano, La vita felice, 2002
- L' anima e la foglia, presentazione di Giuseppe Pontiggia, Milano, Frassinelli, 2003
- Quando: novantanove aforismi quieti e inquieti, con tre disegni di Alda Merini, Castelmaggiore, Book, 2006
- Nel silenzio atteso, con collages de José Joaquín Beeme, Angera, La Torre degli Arabeschi, 2006
- Dico molte bugie, quando la verità confonde, con disegni di Felix Petruska, Milano, Cabila, 2007
- L' estasi della foresta, Milano, Il ragazzo innocuo, 2008
- Gipi: lo straordinario e il quotidiano di un narratore per immagini, Roma, Coniglio, 2008
- Gli occhi non sanno tacere; aforismi per vivere meglio, con un testo di Sebastiano Vassalli e illustrazioni dell'autore, Novara, Interlinea, 2010
- I segreti del fuoco, prefazione di Giuseppe Leone, Book Editore, 2019.